# Д’Инка, Федерико
Федерико Д’Инка (итал. Federico D'Incà, род. 10 декабря 1976, Беллуно) — итальянский политик, член Движения пяти звёзд, министр без портфеля по связям с парламентом (2019—2022).

## Биография
В 2000 году окончил университет Тренто по специальности «экономика и коммерция», работал в частной компании в сфере услуг аналитиком систем цифрового управления, затем возглавлял сектор в многонациональной корпорации. В 2010 году вступил в Движение пяти звёзд, в 2012 году вошёл в список Движения на местных выборах в Беллуно.
В 2013 году впервые избран в Палату депутатов, в 2018 году переизбран. После назначения Риккардо Фраккаро в состав первого правительства Конте заменил его в должности квестора нижней палаты парламента. Вошёл в Комиссию по бюджету, в то же время активно участвовал в гражданских инициативах в области общественного здравоохранения и в гуманитарных проектах на территории Африки. Кроме того, возглавлял фракцию Пяти звёзд в Палате депутатов, являлся членом Комитета по связям с общественностью и внешней информации, Комитета по наблюдению за документооборотом, Комитета по личному составу, Комитета по безопасности.
4 сентября 2019 года при формировании второго правительства Джузеппе Конте назначен министром без портфеля по связям с парламентом, а
5 сентября в составе нового кабинета принёс присягу и вступил в должность.
13 февраля 2021 года принесло присягу правительство Драги, в котором Д’Инка сохранил прежнюю должность.
22 октября 2022 года было сформировано правительство Мелони, в котором Д’Инка не получил никакого назначения.